# 1956 في الدنمارك
فيما يلي قوائم الأحداث التي وقعت خلال عام 1956 في الدنمارك.

## رياضة
- 1 يناير – بطولة العالم لسباق الدراجات على الطريق 1956
- 1 يناير – بطولة العالم للدراجات على المضمار 1956

## مواليد

### مارس
- 15 مارس – جيرت فرانك

### أبريل
- 21 أبريل – ألان هانسن لاعب كرة قدم دنماركي.
- 30 أبريل – لارس فون ترايير

### يوليو
- 19 يوليو – هانز هنريك بالم ملاكم دنماركي.

### سبتمبر
- 30 سبتمبر – فرانك أرنسن لاعب كرة قدم دنماركي.

### أكتوبر
- 9 أكتوبر – إيفان نيلسن لاعب كرة قدم دنماركي.

### ديسمبر
- 19 ديسمبر – ينس فينك ينسن كاتب دنماركي.

## وفيات

### أبريل
- 13 أبريل – إميل هانسن (مواليد 1867) فنان ألماني.